# Балка Березова
Балка Березова — один з об'єктів природно-заповідного фонду Луганської області, загальнозоологічний заказник місцевого значення.

## Розташування
Загальнозоологічний заказник розташований між селами Журавське та Криничне, на схід від села Кирносове, в Міловському районі Луганської області, за 2 км на південь від заповідника «Стрільцівський степ» — відділення Луганського природного заповідника НАН України. Координати: 49° 14' 33" північної широти, 39° 59' 05" східної довготи .

## Історія
Загальнозоологічний заказник місцевого значення «Балка Березова» оголошений рішенням Луганської обласної ради народних депутатів № 4/19 від 15 грудня 1998 року.

## Загальна характеристика
Загальнозоологічний заказник «Балка Березова» загальною площею 797,3 га являє собою природну ділянку різнотравно-типчаково-ковилових степів південних відрогів Середньоруської височини з багатим степовим тваринним світом, який потребує охорони і відновлення.
Довжина балки близько 9 км, середня ширина —1 км, глибина в середній частині —50 м, схили пологі. Балка має чотири відвершки, три з правого схилу і один з лівого. Ґрунтоутворюючі породи складаються з лесів і лесовидних суглинків, подекуди з відслоненням на схилах третинних пісків, пісковиків і крейдяно-мергельних порід. Ґрунти —чорноземи звичайні з вмістом гумусу до 5-7%.

## Ландшафтний склад
Степи — 50%,

умовно-природні ліси — 0%,

штучні ліси — 0%,

водойми — 0%,

орні землі — 50%,

населені пункти — 0%.

## Рослинний світ

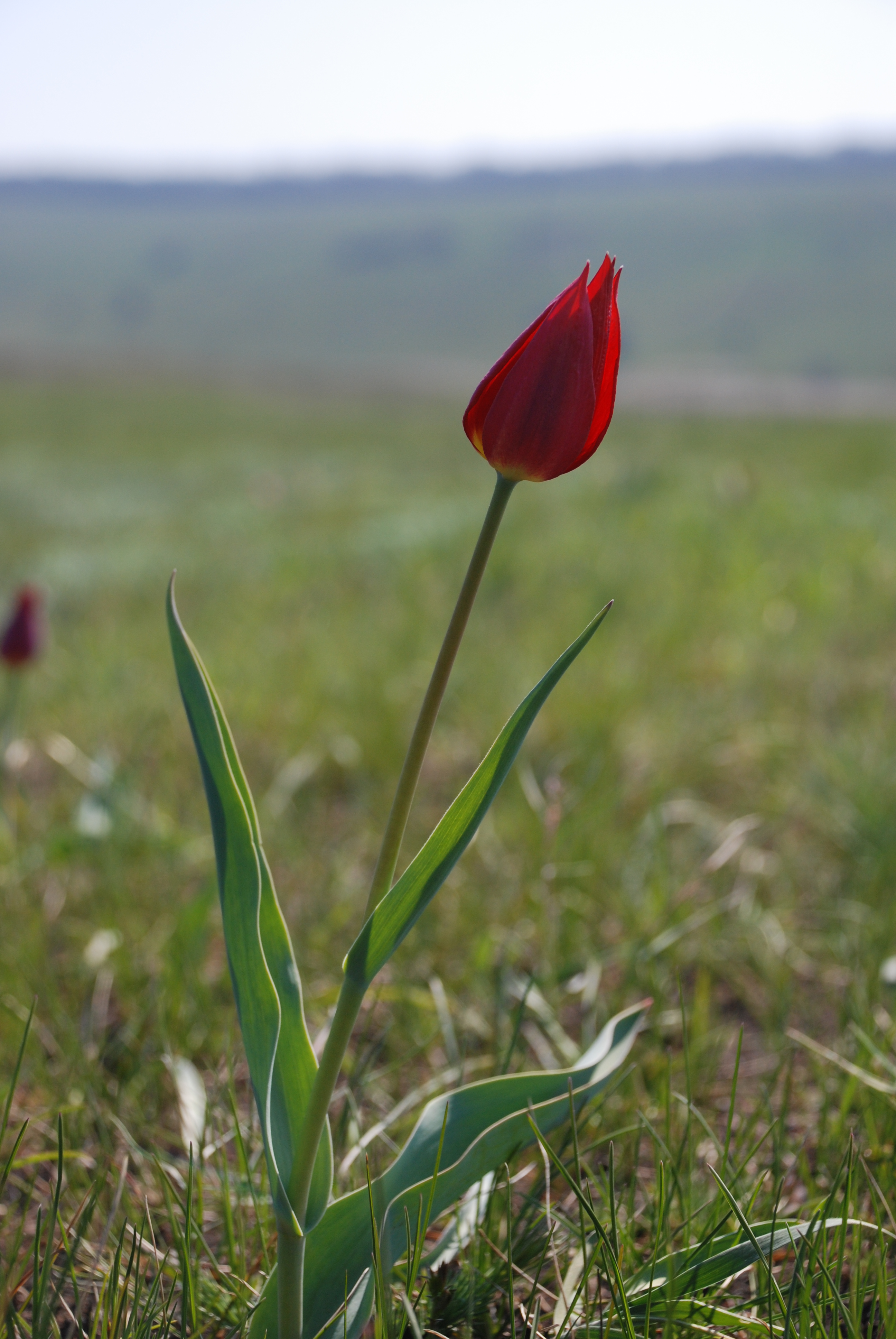
Tulipa suaveolens

В заказнику наявні степові формації ковил вузьколистої, Лессінга, Залеського, волосистої, пухнастолистої, Граффа, дніпровської; костриць валійської і Беккера.
Поширені чагарниково-степові фітоценози, де присутні карагана чагарникова, мигдаль низький, спірея звіробоєлиста, зіновать руська. Присутні залишки байрачного лісу у складі клену татарського, яблуні лісової, груші звичайної, ільму та ясену високого.
Серед рослинності, що зростає у заказнику є й раритетні види. До Червоної книги України занесені види ковили, півонія тонколиста, тюльпани Шренка, змієлистий, дібровний, а також дуже рідкісний в Україні ранньовесняний степовий ефемероїд брандушка різноколірна. Ковилові угруповання занесені до Зеленої книги України.

## Тваринний світ

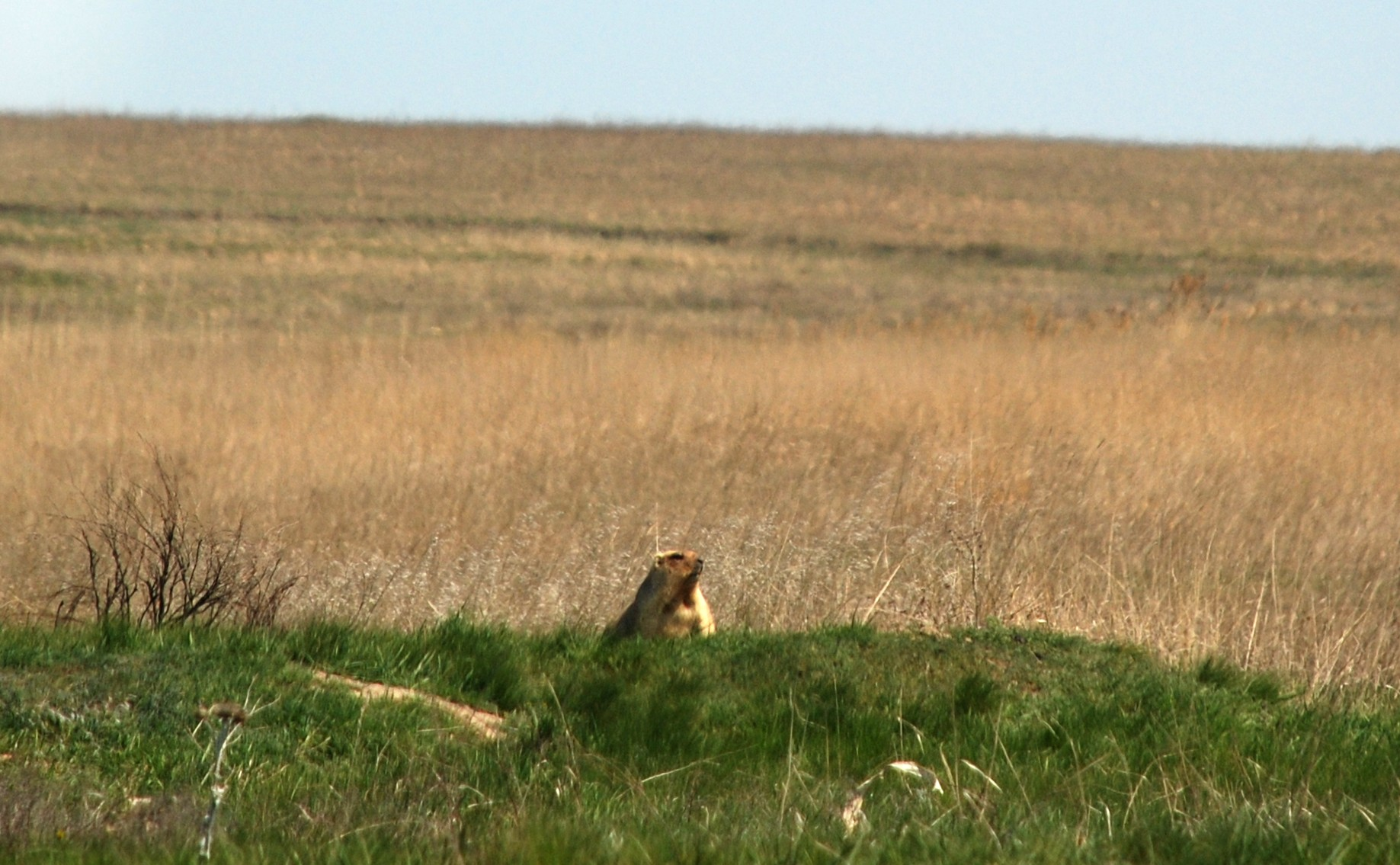
Бабак степовий

Тваринний світ балки представлений типовою для цього регіону степовою фауною, яка в минулому була характерною для степових рівнин Європи. Тут мешкає значна кількість видів дрібних ссавців: хом'як звичайний, полівка сіра, миші степова, лісова і хатня. Вони є кормовою базою для численних хижих ссавців: лисиці звичайної, тхора степового, перегузні звичайної. Неподалік залишків байрачного лісу мешкає борсук. Наявні численні поселення сліпака і колонії бабака.
З представників раритетної фауни тут присутні тхір степовий, перегузня звичайна і борсук, які занесені до Червоної книги України. Сліпак занесений до Європейського Червоного списку.
Дуже багатою є степова орнітофауна заказника. В балці мешкають жайворонки польовий і степовий. В період міграцій і на гніздуванні зустрічається багато співочих птахів: корольок польовий, славки садова і сіра, вівсянка звичайна, коноплянка та інші. Звичайними є перепілка і куріпка сіра, під час міграцій зупиняються дрохва і хохітва.З хижих птахів у великій кількості тут присутні лунь лучний, канюки звичайний і пухнастоногий, трапляються кібчик і пустільга степова, шуліка чорний, орел степовий.

## Галерея

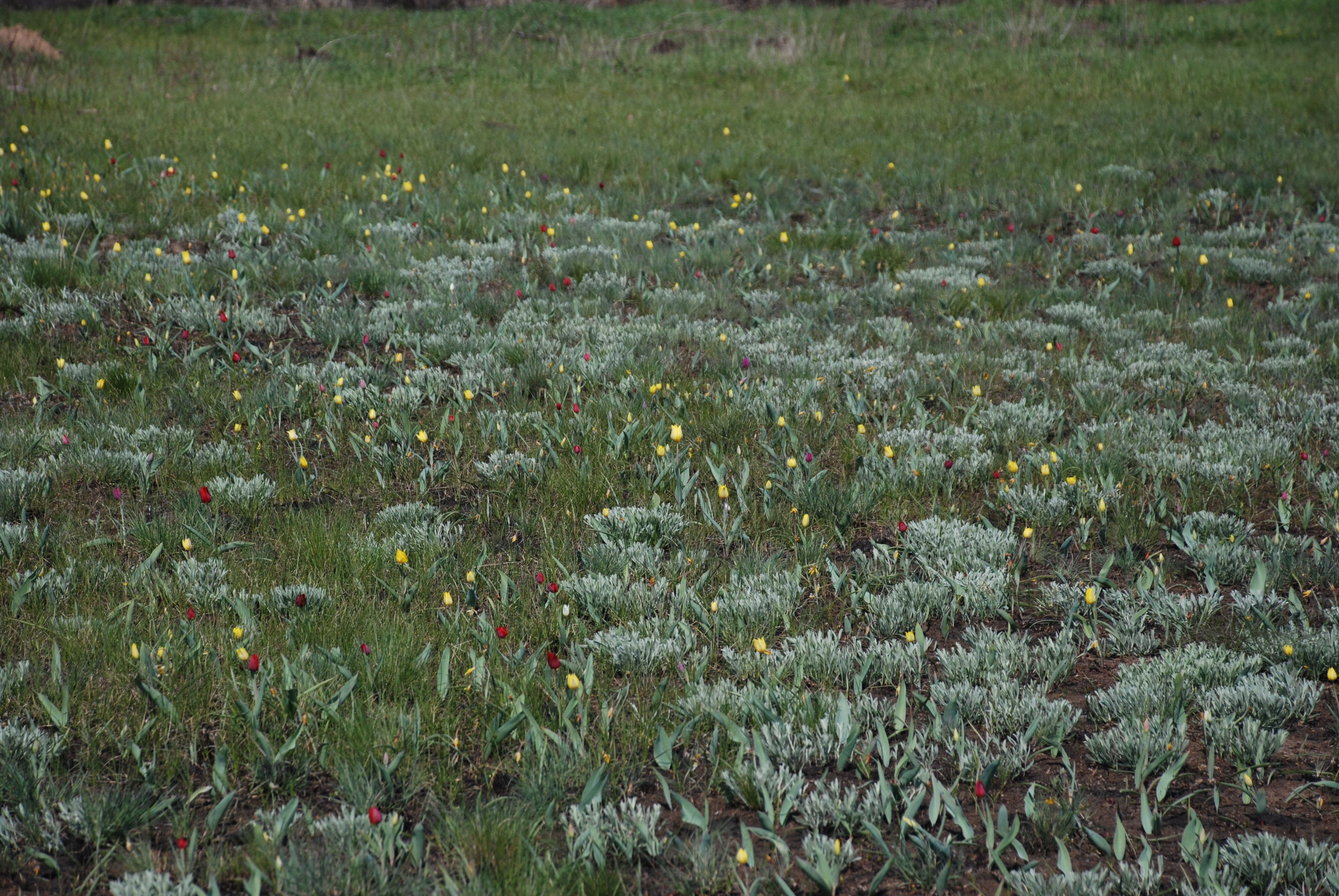
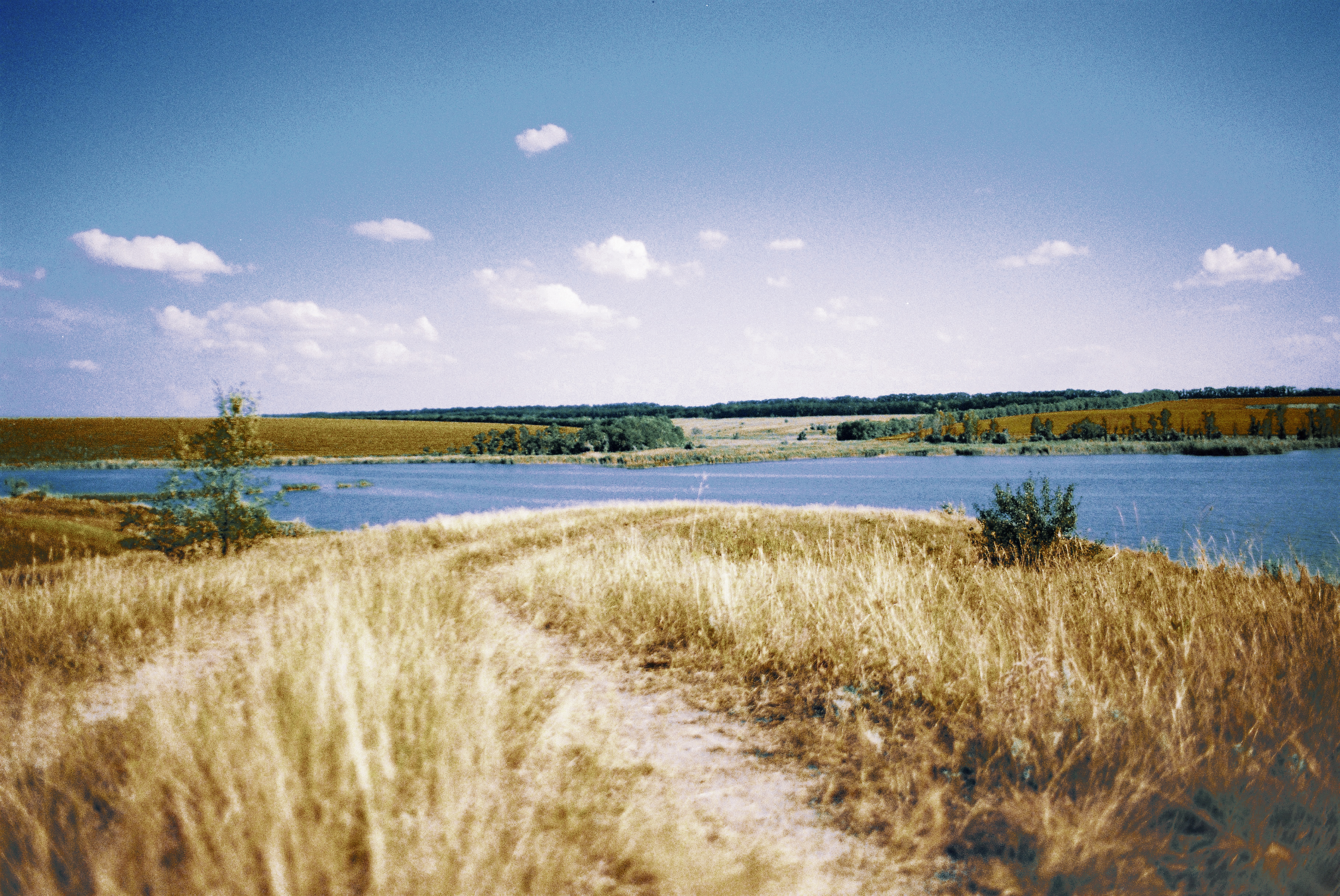
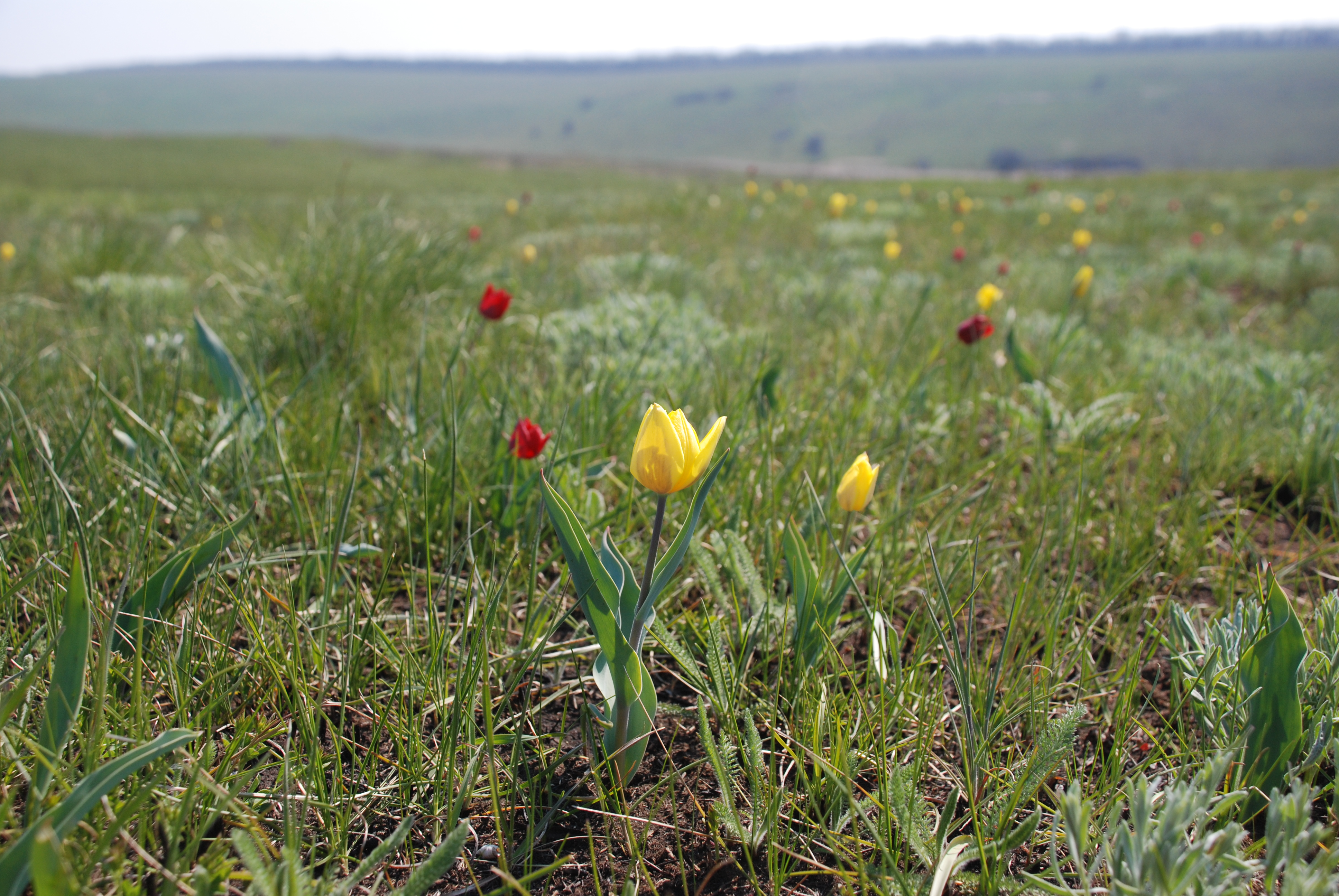
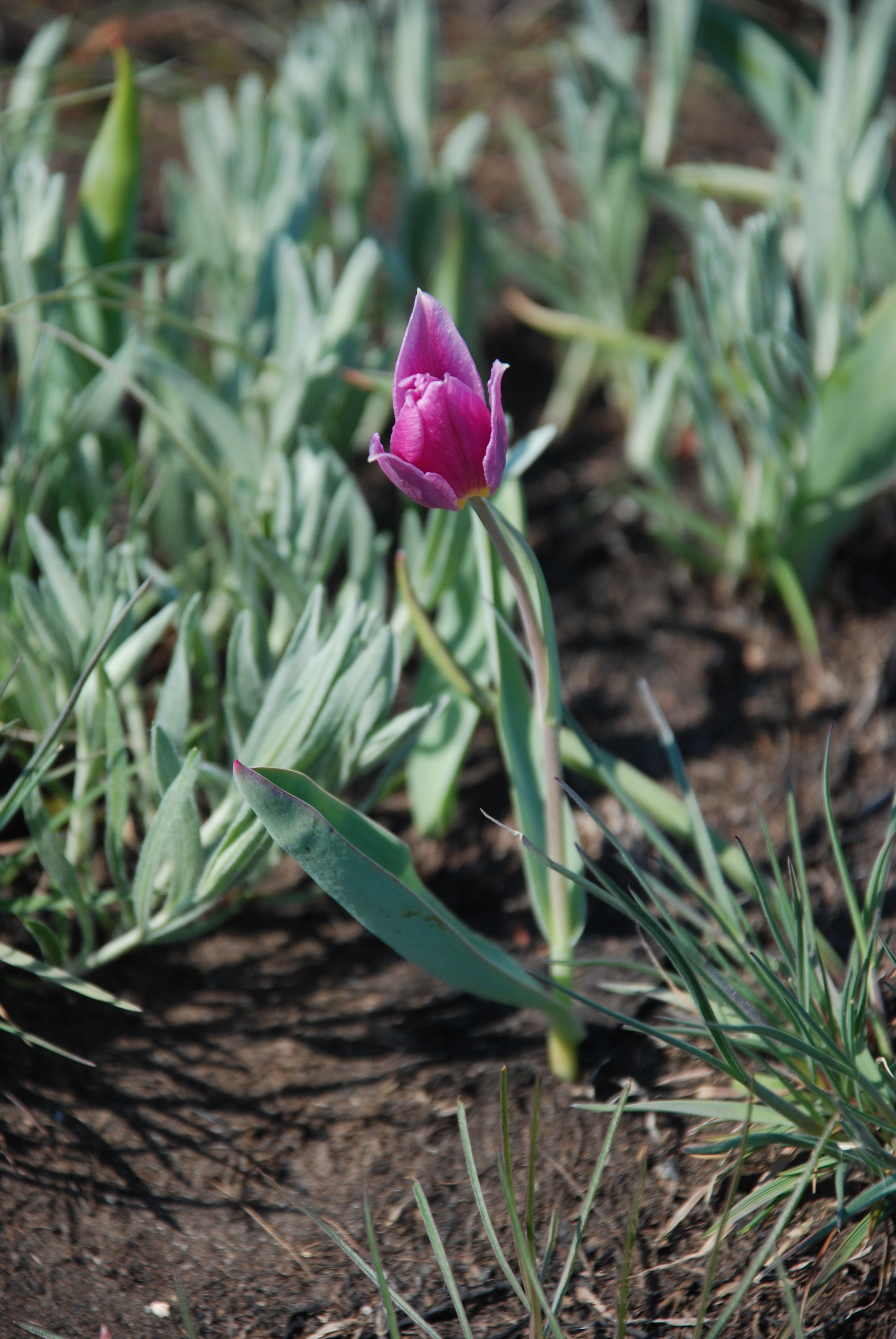
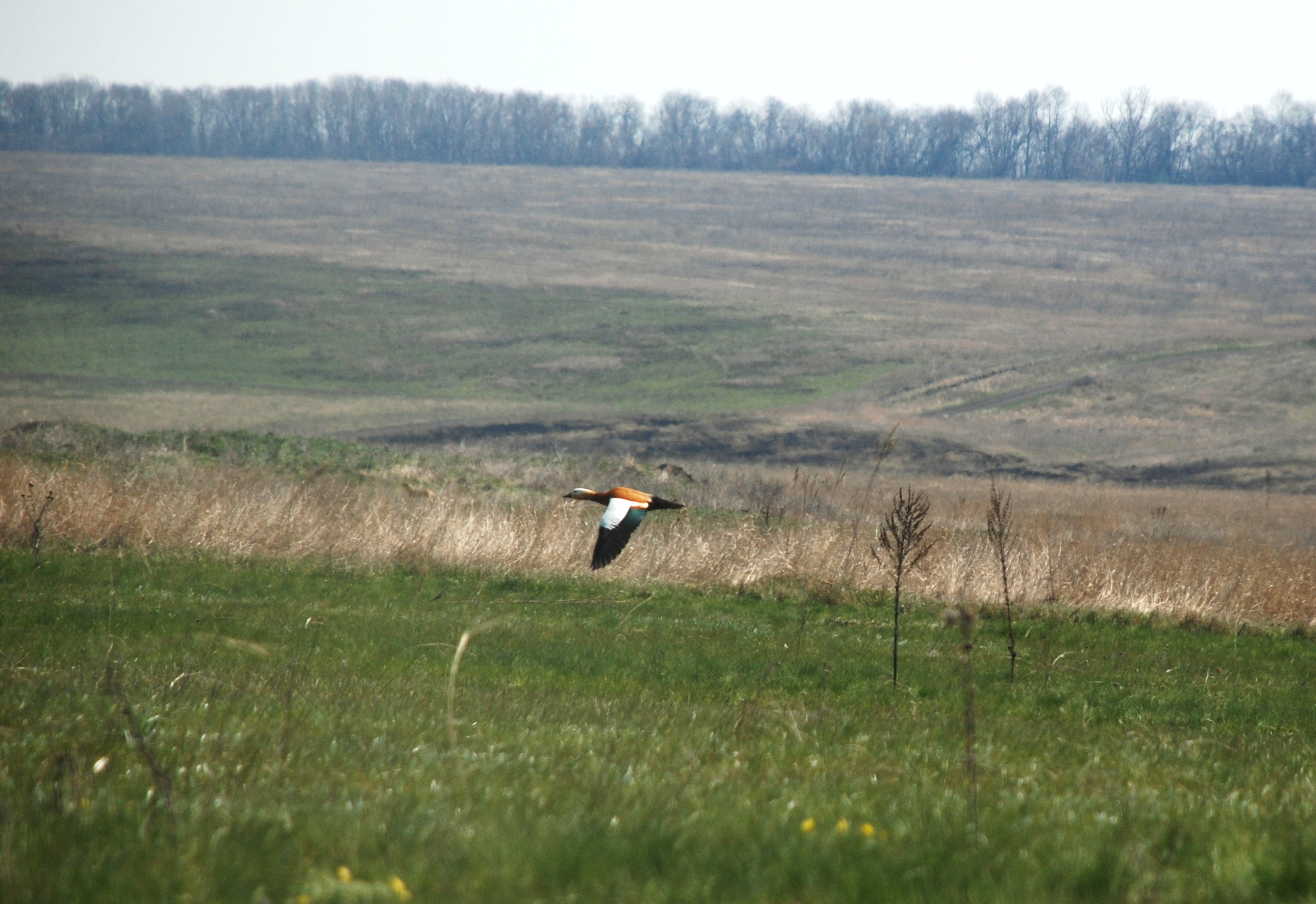